# Jean Jouvenet
Jean-Baptiste Jouvenet [žán batist žúvene] (1644, Rouen – 5. dubna 1717, Paříž) byl francouzský klasicistní malíř. Patří mezi hlavní představitele francouzského náboženského malířství.

## Život a působení
Pocházel z rodiny malířů a sochařů. V roce 1661 nastoupil v Paříži do dílny Charlese Le Bruna a byl u něj zaměstnán asi do roku 1669. Spolupracoval na výzdobě několika paláců a zámků jako například Palais des Tuileries, zámku v Saint-Germain-en -Laye a Versailles.
Od roku 1685 vytvářel především obrazy s náboženskými náměty pro kostely a kláštery v Paříži a provinciích, ale také několik velkých mytologických prací pro Velký Trianon ve Versailles a zámky Marly a Meudon. V období 1694–1709 pracoval na výzdobě parlamentu v Rennes, královské kapli v Invalidovně a kapli ve Versailles. Tvořil také návrhy pro pařížskou gobelínovou manufakturu.
Roku 1675 se stal členem Francouzské královské akademie, roku 1681 v ní byl zvolen profesorem. Ochrnul a v posledních letech života maloval jen levou rukou. Po smrti byl pohřben v pařížském kostele Saint-Sulpice.

## Dílo (výběr)
- Apollon et Theta, 1701, Trianon
- Blanche de Castille montrant à saint Louis la Religion, la Foi et la Pieta, Musée des beaux-arts de Dole
- Darius et Alexandre, 1674, Lycée Louis-le-Grand
- Deposition de croix, 1713, Musée des Beaux-Arts de Dijon.
- Descente de Croix, Musée Ingres
- La Descente de Croix, 1697, Louvre
- La Présentation au chrám, Musée Condé
- La Resurrection de Lazare, 1706, olej na plátně, 664 x 388, Louvre
- La Victoire soutenue par Hercule, Salon de Mars, Versailles
- Le Médecin Raymond Fino, 1704, Louvre
- Le Christ sur la Croix, 1705, Musée des Beaux-Arts de Dijon
- La Pêche miraculeuse, 1706, Louvre
- Saint Bruno en průřezem, Stockholm
- Saint Bruno, Musée des Beaux-Arts de Dijon
- Saint Simon apôtre; Saint Simon, martyr, Musée de Grenoble
- Saint-Louis soignant les blessés après la Bataille de Mansourah, 1708, Chapelle Royale, Versailles
- La Présentation de Jésus au Temple (1692), olej na plátně, 330 x 200cm, Musée des Beaux-Arts, Rouen
- L'Extase de Sainte Thérèse d'Avila, 63 x 32.5cm, Musée des Beaux-Arts de Rouen
- Autoportrait, 1695, Musée des Beaux-Arts de Rouen
- Saint Pierre, nákres pro kopuli Invalidovny, olej na plátně, 83 x 37cm, Musée des Beaux-Arts de Rouen
- Saint Jean, nákres pro kopuli Invalidovny, olej na plátně, 84 x 50cm, Musée des Beaux-Arts de Rouen
- Magnificat, 1716, Notre-Dame de Paris
- La Messe du Chanoines Delaporte, 1708–1710, Louvre
- La Madeleine chez le Pharisien, 1720–1727, tapisérie, Louvre
- Le Triomphe de la Justice, více verzí
- L'Adoration de l'Agneau mystique, olej na plátně, 129 x 96 cm, Musée eucharistique du Jeroným
- La Visitation de la Vierge, Notre-Dame de Paris, 1716, podepsané J. Jouvenet Dextra paralyticus Sinistra pinxit
- Le Repas chez Simon, 1706, olej na plátně, 393 x 663 cm, Musée des Beaux-Arts de Lyon
- Jésus Christ chez Saint Simon le pharisien, 1699, olej na plátně, kostel Notre-Dame, Vervins

## Galerie

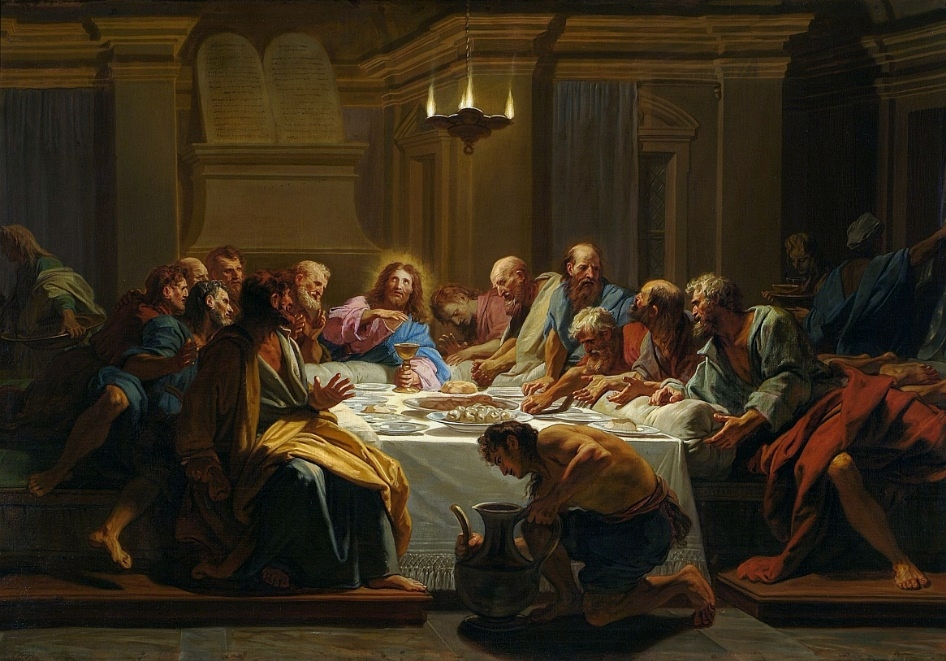
Poslední večeře
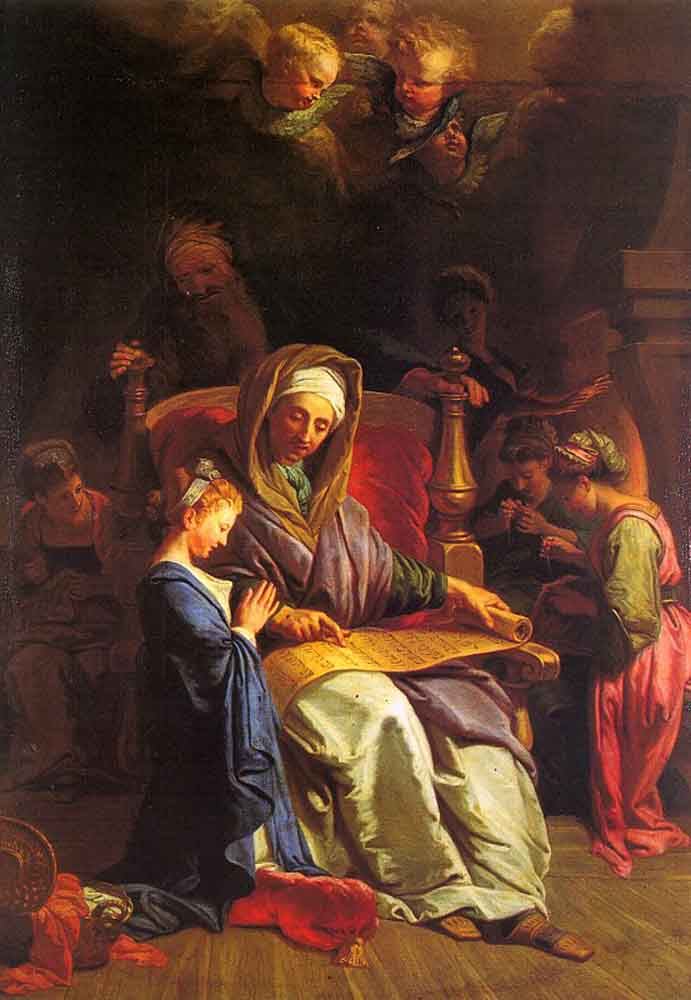
Vyučování Panny Marie
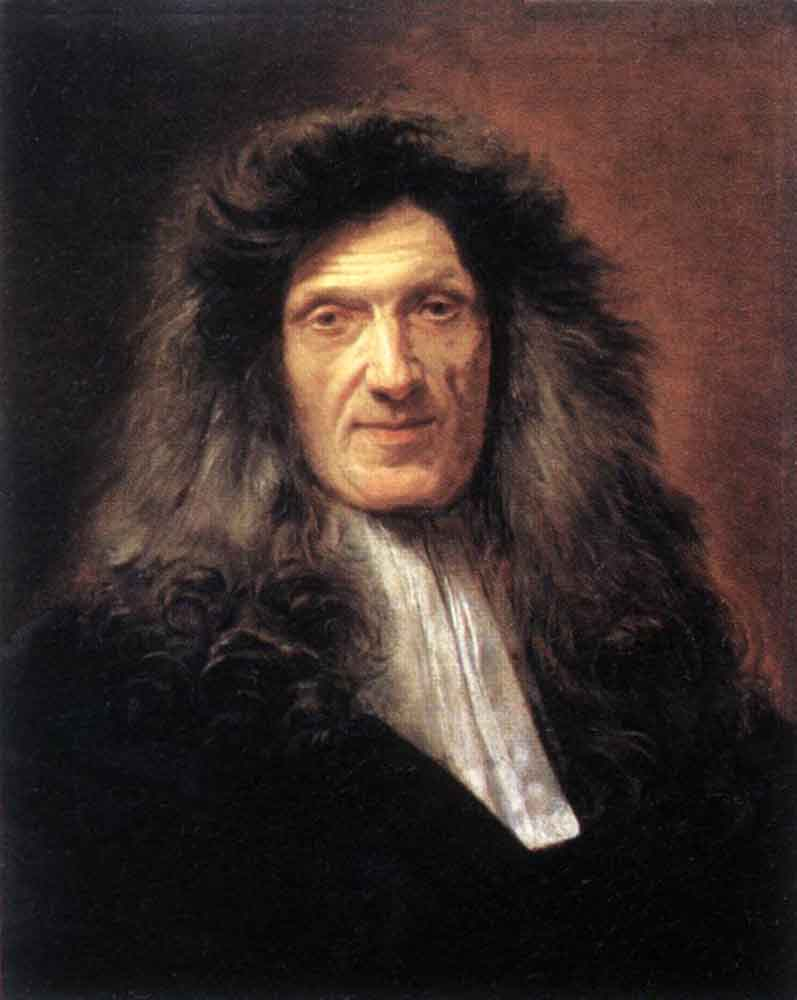
Portrét Raymonda Finota Musée du Louvre
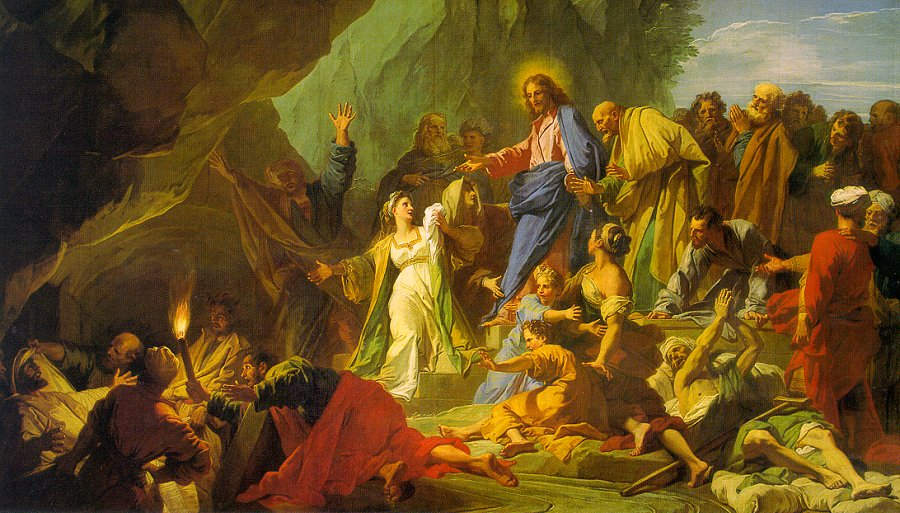
Vzkříšení Lazara Musée du Louvre